# William Larned

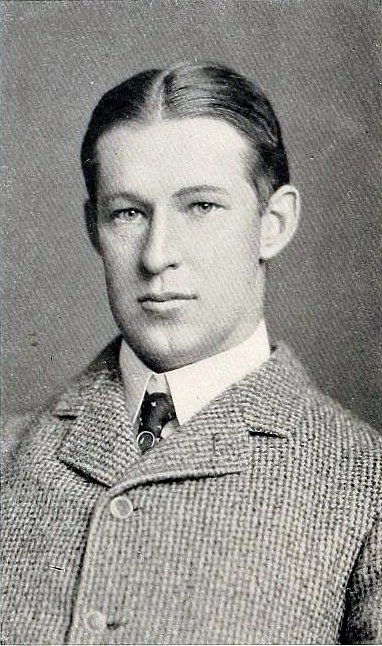
William Larned (1901)

William Augustus „Bill“ Larned (* 30. Dezember 1872 in Summit, New Jersey; † 16. Dezember 1926 in New York) war ein US-amerikanischer Tennisspieler und siebenmaliger Einzelsieger der US-Meisterschaften.

## Leben
Larned kam 1872 in New Jersey zur Welt und studierte an der privaten Cornell University in Ithaca. 1892 gewann er das Einzel der Intercollegiate Championships. Zwischen 1891 und 1911 spielte er regelmäßig bei den amerikanischen Meisterschaften und erreichte bis auf zweimal in jedem Jahr, in dem er antrat, mindestens das Halbfinale.
1898 nahm Larned am Spanisch-Amerikanischen Krieg als Mitglied der Rough Riders teil. 
1901 gewann er den Einzeltitel der amerikanischen Meisterschaften, indem er im Finale Beals Wright besiegte. Im folgenden Jahr konnte Larned den Titel verteidigen. Nachdem er sich 1903 in der Challenge Round Laurence Doherty geschlagen geben musste, konnte er 1907 erneut den US-Titel gewinnen. Er verteidigte ihn weitere vier Mal in Folge, bis zu seinem Karriereende 1911. Neben Richard Sears und Bill Tilden konnte er das Turnier mit am häufigsten gewinnen.
Zweimal – 1896 und 1905 – trat Larned darüber hinaus beim Turnier von Wimbledon an und erreichte jeweils das Viertelfinale.
1926 beging Larned im Alter von 53 Jahren Selbstmord.

## Einzeltitel
| Nr. | Jahr | Championship       | Finalgegner        | Ergebnis                |
| 1.  | 1901 | US-Meisterschaften | Beals Wright       | 6:2, 6:8, 6:4, 6:4      |
| 2.  | 1902 | US-Meisterschaften | Reginald Doherty   | 4:6, 6:2, 6:4, 8:6      |
| 3.  | 1907 | US-Meisterschaften | Robert LeRoy       | 6:2, 6:2, 6:4           |
| 4.  | 1908 | US-Meisterschaften | Beals Wright       | 6:1, 6:2, 8:6           |
| 5.  | 1909 | US-Meisterschaften | William Clothier   | 6:2, 6:2, 5:7, 1:6, 6:1 |
| 6.  | 1910 | US-Meisterschaften | Thomas Bundy       | 6:1, 5:7, 6:0, 6:8, 6:1 |
| 7.  | 1911 | US-Meisterschaften | Maurice McLoughlin | 6:4, 6:4, 6:2           |